# Rüdiger Schnell
Rüdiger Schnell (* 7. September 1942 in Berlin) ist ein deutscher Philologe und Literaturwissenschaftler.
Rüdiger Schnell studierte von 1962 bis 1968 Germanistik, Latinistik und Philosophie an den Universitäten Tübingen und Basel. Im Jahr 1967 wurde er in Basel mit einer Arbeit zu Rudolf von Ems promoviert. Von 1968 bis 1971 war Schnell Gymnasiallehrer am Wilhelms-Gymnasium Stuttgart. Anschließend lehrte er von 1971 bis 1982 als Dozent an der Rijksuniversiteit Groningen. Seine Habilitation erfolgte 1979 in Basel. Von 1982 bis 1988 lehrte Schnell als Professor für Deutsche Sprachgeschichte und mittelalterliche Literatur an der TU Braunschweig und von 1988 bis 2008 war er ordentlicher Professor für Deutsche Philologie an der Universität Basel. 
Zu seinen Forschungsschwerpunkten zählen unter anderem die Theorie der Textsorten und -gattungen, die höfische Kultur, Gender Studies, die Geschichte der Sexualität, Liebe und Ehe, die Historische Emotionsforschung sowie die Sprachgeographie und historische Semantik. 

## Schriften (Auswahl)
Monographien
- Tod der Liebe durch Erfüllung der Liebe? Das paradoxe amoureux und die höfische Liebe. V&R unipress Göttingen 2018, ISBN 978-3-8471-0832-0.
- Haben Gefühle eine Geschichte? Aporien einer ‚History of emotions‘. 2 Bände. V&R unipress, Göttingen 2015, ISBN 978-3-8471-0348-6.
- Sexualität und Emotionalität in der vormodernen Ehe. Böhlau, Köln u. a. 2002, ISBN 3-412-16001-6.
- Frauendiskurs, Männerdiskurs, Ehediskurs. Textsorten und Geschlechterkonzepte in Mittelalter und Früher Neuzeit (= Reihe „Geschichte und Geschlechter“. Bd. 23). Campus-Verlag, Frankfurt am Main u. a. 1998, ISBN 3-593-35981-2.
- Suche nach Wahrheit. Gottfrieds „Tristan und Isold“ als erkenntniskritischer Roman (= Hermaea. Germanistische Forschungen. Bd. 67). Niemeyer, Tübingen 1992, ISBN 3-484-15067-X.
- Causa amoris. Liebeskonzeption und Liebesdarstellung in der mittelalterlichen Literatur (= Bibliotheca Germanica. Bd. 27). Francke, Bern u. a. 1985, ISBN 3-7720-1595-6 (Zugleich: Basel, Universität, Habilitations-Schrift, 1978/1979).
- Andreas Capellanus. Zur Rezeption des römischen und kanonischen Rechts in „De Amore“ (= Münstersche Mittelalter-Schriften. Bd. 46). Fink, München 1982, ISBN 3-7705-2027-0, online.
- Zum Verhältnis von hoch- und spätmittelalterlicher Literatur. Versuch einer Kritik (= Philologische Studien und Quellen. Heft 92). E. Schmidt, Berlin 1978, ISBN 3-503-01267-2.
- Rudolf von Ems. Studien zur inneren Einheit seines Gesamtwerkes. (= Basler Studien zur deutschen Sprache und Literatur. Bd. 41, ISSN 0067-4508). Francke, Bern 1969 (Zugleich: Basel, Universität, Dissertation, 1967).

Herausgeberschaften
- Zivilisationsprozesse. Zu Erziehungsschriften in der Vormoderne. Böhlau, Köln u. a. 2004, ISBN 3-412-13904-1.
- Konversationskultur in der Vormoderne. Geschlechter im geselligen Gespräch. Böhlau, Köln u. a. 2008, ISBN 978-3-412-20132-6.